# Jeppe Hein
Jeppe Hein (Kopenhagen, 1 augustus 1974) is een Deense beeldhouwer en installatiekunstenaar.

## Leven en werk
Hein studeerde van 1997 tot 2003 aan de kunstacademie, Det Kongelige Danske Kunstakademi, in Kopenhagen en studeerde in diezelfde periode eveneens aan de Städelschule in Frankfurt am Main. Hij was een assistent van de kunstenaar Olafur Eliasson en vertegenwoordigde in 2003 Denemarken tijdens de Biënnale van Venetië. Solotentoonstellingen brachten hem onder andere in Barcelona (Fundación La Caixa in 2003), New York (MoMa PS1 in 2004), Parijs (Centre Georges Pompidou in 2005), Kopenhagen (Statens Museum for Kunst in 2006), Londen (Barbican Art Gallery en Tate Modern in 2007), Liverpool (Tate Liverpool in 2009) en Indianapolis (Indianapolis Museum of Art IMA in 2010).
De kunstenaar woont en werkt in Kopenhagen en Berlijn. Zijn kunstwerken zijn verwant aan en een mengvorm van de kinetische-, licht-, conceptuele- en installatiekunst.

## Werken (selectie)
- Independent Pedestal (2002)
- Smoking Bench (2003)
- Shaking Cube (2004)
- Walking Cube (2004)
- Blomsten (2004), Europees Octrooibureau aan de Patentlaan in Den Haag
- Appearing Rooms (2004), Royal Festival Hall aan de Southbank in Londen
- 3-Dimensional Mirror Labyrinth (2005) in Anyang (Zuid-Korea)
- Burning Cube (2005)
- Modified Social Benches (2006), beeldenpark Fundación NMAC in Vejer de la Frontera
- Water Flame (2008), Houghton Hall in Norfolk
- Bench Around the Lake (2009)[1][2]
- Follow Me (2010)[3], Royal Fort House in Bristol
- Parcours (2009), Camp Reinsehlen bij Schneverdingen
- Connecting Views (2010), Emscherkunst 2010 aan de Emscher in het Ruhrgebied (in het kader van Ruhr.2010)
- Hide and see(k), (2013), fontein in de Rijksmuseumtuinen, Amsterdam

## Fotogalerij

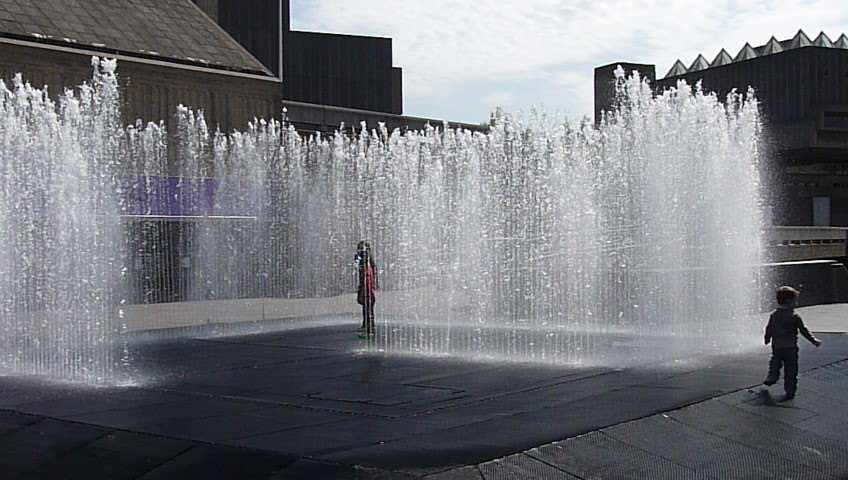
Appearing Rooms bij de Royal Festival Hall in Londen
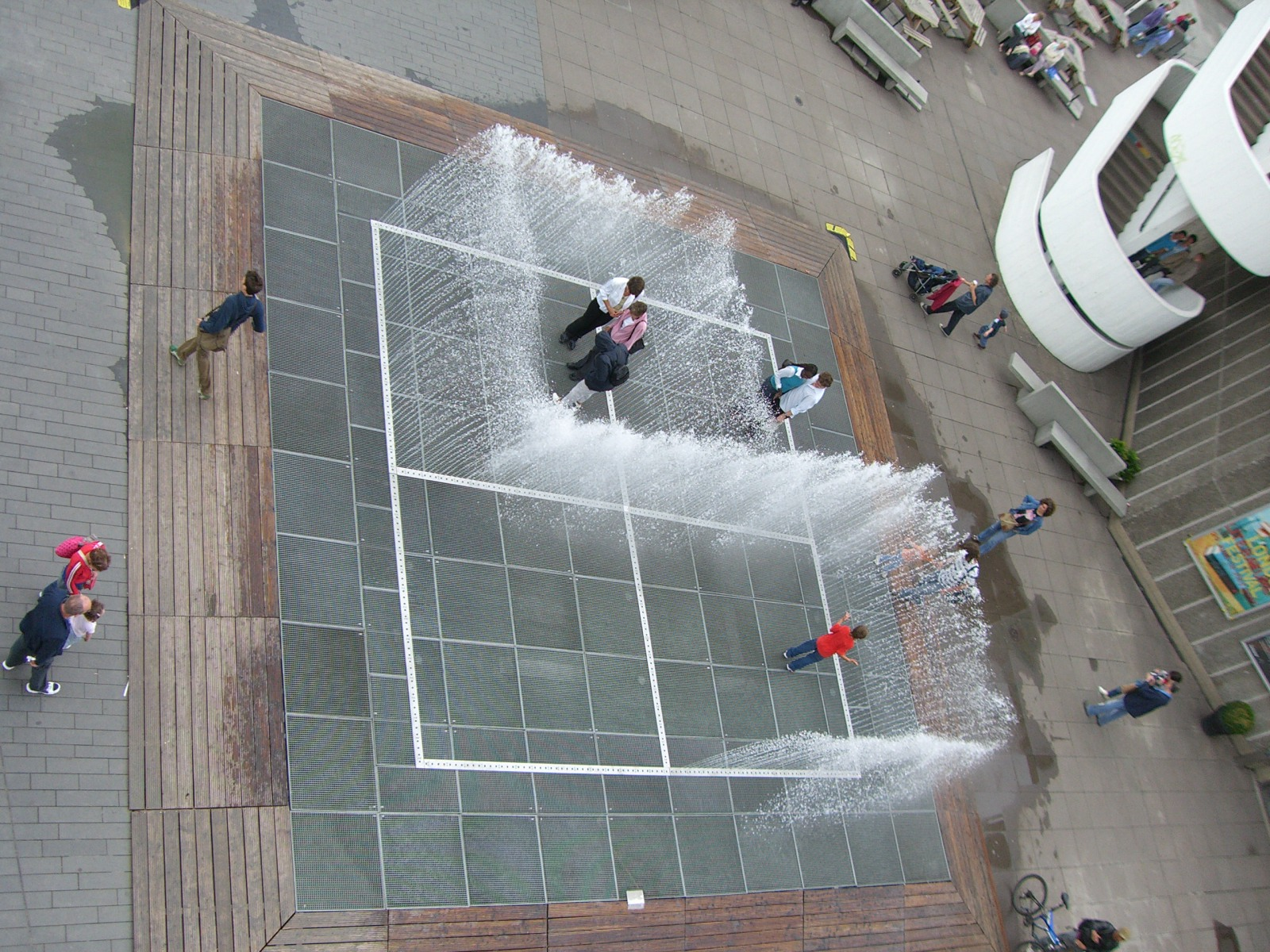
Appearing Rooms (2004)
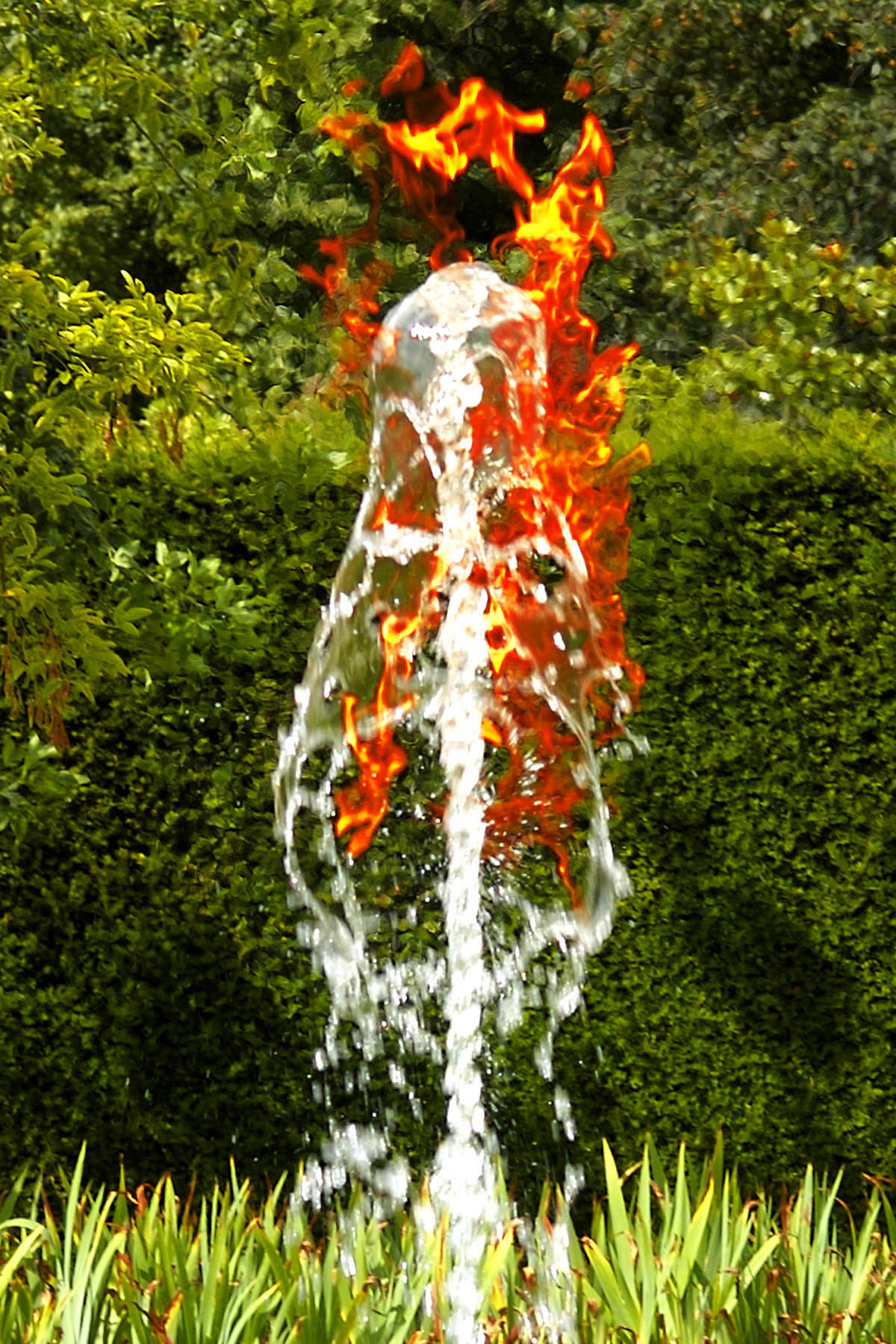
Water Flame (2008)
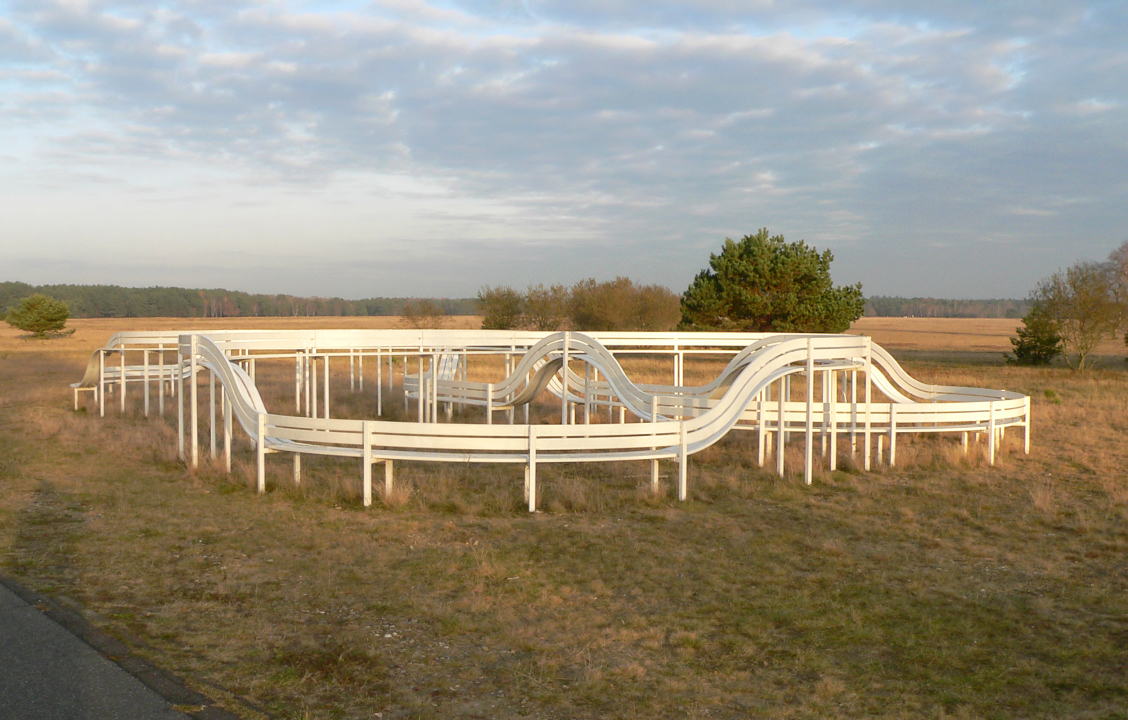
Parcours (2009), Schneverdingen
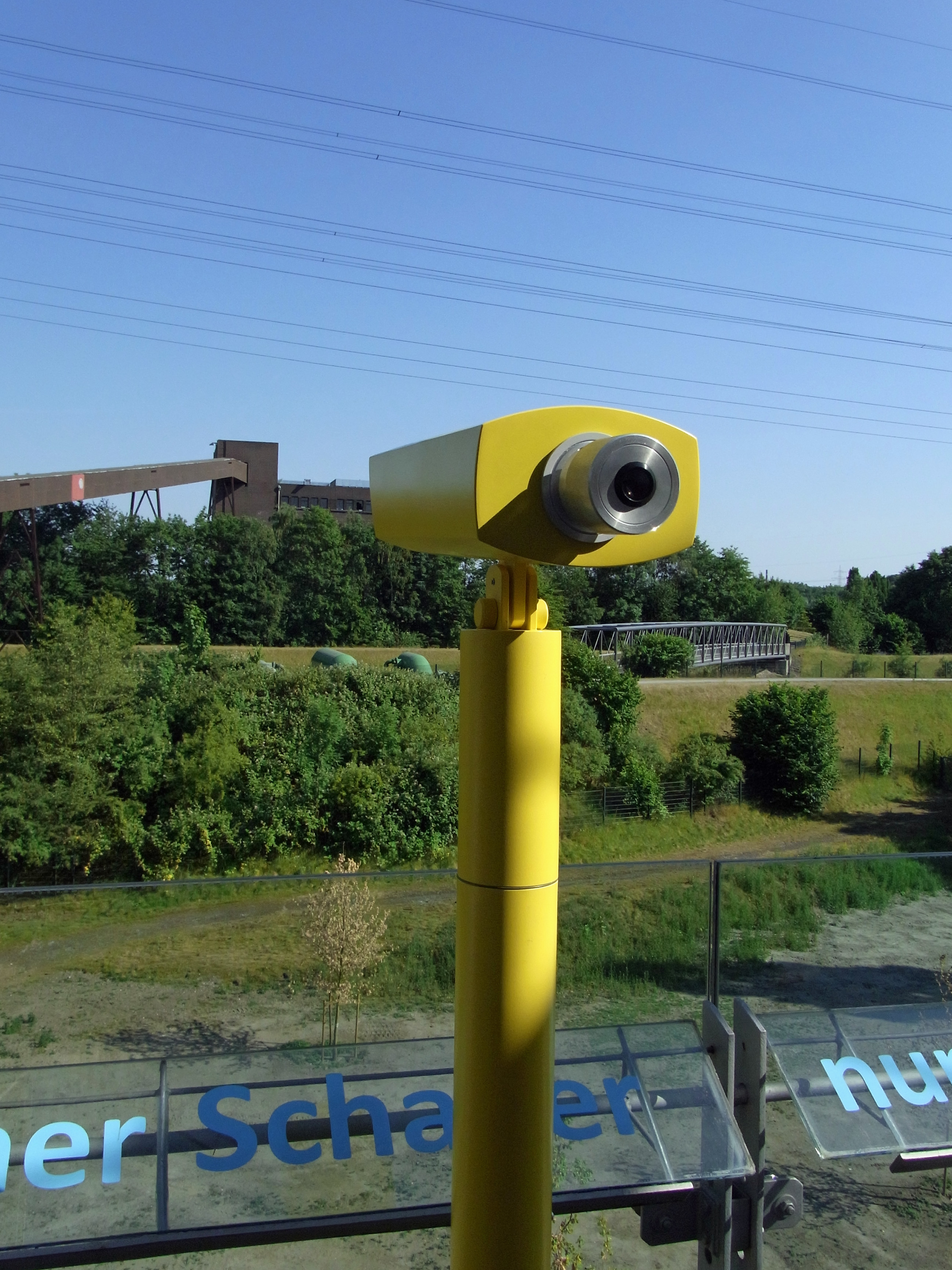
Connecting Views (2010)